# Julian Jenner
Julian Jenner (* 28. Februar 1984 in Delft) ist ein niederländischer Fußballspieler.

## Karriere

### Verein
Jenner startete seine Karriere bei NAC Breda, wo er zwischen 2003 und 2006 Erstligaluft schnupperte.
Zur Saison 2006/07 wechselte er von seinem Heimatverein NAC Breda zum AZ Alkmaar, die Ablösesumme betrug 500.000 Euro. Er spielt als rechter Mittelfeldspieler oder als rechter Außenstürmer, auf diesen Positionen kann er seine große Stärke, die Dribblings, am besten ausspielen. Bei Alkmaar erhielt er regelmäßige Einsatzzeiten und verbesserte sein Spiel.
Am 14. Juni 2008 wurde bekannt gegeben, dass Jenner für die kommende Saison für den Ligakonkurrenten Vitesse Arnheim spielen wird.
Im Januar 2010 wechselte Jenner Leihweise zum abstiegsbedrohten Zweitligisten Rot Weiss Ahlen.
In der Winterpause der Saison 2010/11 wechselte Jenner Leihweise zu NAC Breda.
Im September 2012 unterschrieb er einen Vertrag bei dem ungarischen Rekordmeister Ferencváros Budapest.
Seit Ende Oktober 2014 spielt er für die Mannschaft aus Miskolc dem Diósgyöri VTK.

### Nationalmannschaft
2007 wurde Jenner in den Kader der niederländischen U-21 für U-21-Fußball-Europameisterschaft 2007 berufen. Die Niederländer drangen bis ins Finale vor, wo man gegen die Auswahl Serbiens mit 4:1 gewann.

## Titel und Erfolge
- Junioren-Europameister: 2007